# 1. Fußball-Club Bad Kötzting 1921 e. V.
FC Bad Kötzting 1921 e.V é uma agremiação esportiva alemã, fundada a 5 de maio de 1921, sediada em Bad Kötzting, na Baviera.

## História
Criado como 1. FC Kötzting, o clube passou a maior parte de sua existência no nível mais baixo, até ganhar a promoção para a Landesliga Bayern-Mitte (V), em 1990. O time teve uma boa temporada nesse segundo campeonato, terminando em terceiro lugar em 1993, mas chegou perto do rebaixamento, em 1998, ao ficar em décimo-quinto lugar.
A equipe chegou perto de avançar para a Bayernliga (IV), em 2000, terminando como vice-campeão da liga antes de perder nos pênaltis, para o SpVgg Landshut na fase de promoção. Ganharia a promoção em 2004. O clube aprovou o seu novo nome em 2006, após a cidade mudar de denominação em 2005. 
O 1. FC Bad Kötzting foi rebaixado em 2010. Posteriormente atuou na Landesliga Bayern-Mitte novamente. No final da temporada 2011-12, se qualificou para a promoção e retornou para a Bayernliga recentemente expandida. A perda na primeira fase diante do FC Amberg, no entanto, significaria que permaneceria na Landesliga. 

## Títulos
| - Landesliga Bayern-Mitte (V) - Campeão: 2004; - Vice-campeão: 2000; - Bezirksoberliga Niederbayern (V) - Campeão: 1990; | - Copa Niederbayern - Campeão: 2005; |

## Cronologia recente
| Temporada | Divisão                 | Módulo | Posição |
| 1999–2000 | Landesliga Bayern-Mitte | V      | 2°      |
| 2000–01   | Landesliga Bayern-Mitte | V      | 9°      |
| 2001–02   | Landesliga Bayern-Mitte | V      | 8°      |
| 2002–03   | Landesliga Bayern-Mitte | V      | 5°      |
| 2003–04   | Landesliga Bayern-Mitte | V      | 1° ↑    |
| 2004–05   | Bayernliga              | IV     | 6°      |
| 2005–06   | Bayernliga              | IV     | 5°      |
| 2006–07   | Bayernliga              | IV     | 11°     |
| 2007–08   | Bayernliga              | IV     | 11°     |
| 2008–09   | Bayernliga              | V      | 13°     |
| 2009–10   | Bayernliga              | V      | 19° ↓   |
| 2010–11   | Landesliga Bayern-Mitte | VI     | 11°     |
| 2011–12   | Landesliga Bayern-Mitte | VI     | 9°      |
| 2012–13   | Landesliga Bayern       | VI     | °       |

## Fonte
- Vereinslexikon, Hardy Grüne, AGON, 2001, Seite 215, ISBN 3-89784-147-9